# Wolues FC
El Wolues FC es un equipo de fútbol de las Islas Vírgenes Británicas que juega en el Campeonato de fútbol de las Islas Vírgenes Británicas, la primera división nacional.

## Historia
Fue fundado en el año 2002 en la capital Road Town y es un equipo que históricamente está constituido por jugadores de origen inglés e irlandés, aunque ese concepto no siempre se cumple.
Los mejores logros del club llegaron en la temporada 2019/20 en la que lograron el subcampeonato nacional y el título de la Copa Terry Evens al vencer en la final 6-1 al One Love United FC.

## Palmarés[4]
- Copa Terry Evans: 1

2019/20
- President's Cup: 1

2023